# Централни нервни систем
Централни нервни систем (ЦНС) део је нервног система и састоји се од мозга и кичмене мождине. Централни нервни систем је добио име због тога што заузима највећи део нервног система, и јер интегрише информације које прима из спољашње средине. Такође, ЦНС координише и утиче на покретање свих делова тела код билатерално симетричних животиња, односно свих вишећелијских животиња осим сунђера и радијално симетричних животиња (нпр. медуза). 
Ипак, многи убрајају мрежњачу и видне живце (други мождани живац), као и мирисне живце (први мождани живац) и мирисни епител у ЦНС, јер се директно везују за мождано ткиво, без посредника ганглиона. На основу таквог сматрања, мирисни епител је једино ткиво ЦНС-а, које је у директном контакту са окружењем, те омогућава терапеутска лечења и третмане. 
ЦНС се пружа дуж уздужне осе тела, налази у телесној дупљи, са мозгом у лобањи и кичменом мождином у кичменој шупљини. Код кичмењака, мозак је заштићен костима лобање, док је кичмена мождина заштићена пршљеновима, али су обоје окружени можданим опнама. Нервни систем граде неурони сконцентрисани у нервним центрима.

## Преглед
Код кичмењака, мозак и кичмена мождина су затворени у можданим опнама. Мождане опне представљају баријеру за хемикалије растворене у крви, штитећи мозак од већине неуротоксина који се обично налазе у храни. Унутар можданих овојница мозак и кичмена мождина су окупани цереброспиналном течношћу која замењује телесну течност која се налази изван ћелија свих билатералних животиња.
Код кичмењака, ЦНС се налази унутар леђне телесне шупљине, а мозак је смештен у лобањској шупљини унутар лобање. Кичмена мождина је смештена у кичменом каналу унутар пршљенова. Унутар ЦНС-а, интернеуронски простор је испуњен великом количином потпорних ненервних ћелија које се зову неуроглија или глија од грчког за „лепак“.
Код кичмењака, ЦНС такође укључује мрежњачу и оптички нерв (кранијални нерв II), као и мирисне нерве и олфакторни епител. Као делови ЦНС-а, они се директно повезују са неуронима мозга без средњих ганглија. Олфакторни епител је једино централно нервно ткиво изван мождане овојнице у директном контакту са околином, што отвара пут за терапеутске агенсе који иначе не могу да пређу баријеру менинге.

## Мозак
Мозак представља проширење предњег дела нервне цеви и састоји се из: предњег (великог) мозга, међумозга, средњег мозга, малог мозга и продужене мождине.

### Предњи или велики мозак
У току еволуције је предњи мозак централног нервног система највише прогресивно еволуирао. Његова примарна функција је центар чула мириса и то он обавља код нижих кичмењака. Код виших кичмењака је, осим мирисне, добио улогу главног координационог центра и центра више нервне делатности.
Нервне ћелије се код виших кичмењака налазе у површинском слоју сиве масе – можданој кори, док наставци нервних ћелија граде унутрашњост мозга – белу масу. Мождана кора је центар целокупне нервне делатности и умне активности.
Код већине кичмењака површина великог мозга је глатка; међутим, код виших сисара, посебно човека, она је увећана појавом бразда и набора. Распоред и изглед бразда је исти код свих људи без обзира на њихове умне способности.
Нервни центри су локализовани, односно у кори мозга се разликују зоне са различитим, тачно одређеним функцијама. Тако се у потиљачној области налази центар за вид, у слепоочној је центар за слух итд. Пошто се нервна влакна укрштају на свом путу, било у мозгу било у кичменој мождини, то десна половина мозга контролише леву страну тела и обрнуто. Највећу површину коре заузимају тзв. асоцијативне зоне. У њима су смештени неурони који остварују везу између других области, обједињују све импулсе; то су зоне психичких функција, учења, логичког мишљења.

### Међумозак (diencephalon)
Покривен је осталим деловима мозга тако да се види само са доње стране. У њему лежи трећа мождана комора. На његовом крову је развијена епифиза, жлезда са унутрашњим лучењем. На доњој страни, поду коморе, означеној као хипоталамус, јавља се левкасто испупчење (инфундибулум) које је у вези са хипофизом. Хипоталамус је врло значајан рефлексни центар који контролише температуру тела, рад унутрашњих органа, крвни притисак, сан, осећај глади, жеђи, страха, беса.

### Средњи мозак (mesencephalon)
Нарочито јако је развијен код нижих кичмењака. Једном уздужном браздом подељен је на два дела, само код сисара постоји и попречна бразда која га дели на четири режња. У средњем мозгу нема комора већ се налази Силвијусов канал који повезује трећу и четврту комору. Дуж његове основе теку снопови влакана који повезују предњи мозак са продуженом мождином и малим мозгом.

### Мали мозак (cerebellum)
Код сисара је подељен на две хемисфере и средњи део. Мали мозак је центар равнотеже и мишићне координације па је његова величина пропорционална покретљивости животиње. Нарочито јако је развијен код животиња које се брзо и окретно крећу (код риба су то нпр. ајкуле, код птица су то добри летачи, а код сисара тркачи). Код водоземаца и гмизаваца је слабо развијен.
Сива маса је смештена у периферном делу (кори), док се бела налази у унутрашњости. Код сисара долази до јаког набирања малог мозга па бела маса залази између набора сиве масе, што на попречном пресеку изгледа као разгранато дрво. Услед тога се врло често назива дрво живота.

### Продужена мождина (medulla oblongata)
То је задњи део мозга који се наставља на кичмену мождину. У њој се налази четврта комора чији је кров јако танак, али су под и бокови задебљали и у њима се налазе:
- нервна влакна која повезују продужену мождину са предњим деловима мозга;
- нервни центри за: дисање, рад срца, ширење и скупљање крвних судова, гутање, повраћање.

Код човека продужена мождина својим горњим крајем образује мождани мост (pons) и са ње полазе мождани нерви: IX, X, XI и XII пар. такође код човека продужена мождина гради под четврте мождане коморе.

### Мождане коморе
Канал нервне цеви у нивоу мозга образује проширења – мождане коморе, које су међусобно повезане и настављају се у канал кичмене мождине.
У великом мозгу се налазе I и II мождана комора (у свакој хемисфери по једна), осим код риба код којих велики мозак није издељен на хемисфере па је и комора непарна. III мождана комора налази се у међумозгу, а IV је смештена у задњем мозгу (задњи мозак сачињавају мали мозак, продужена мождина и код човека и мождани мост). III и IV комора повезане су Силвијусовим каналом (у средњем мозгу), а III је преко отвора у вези са I и II комором. IV комора се наставља на канал кичмене мождине.

### Можданице и ликвор
ЦНС је обавијен везивним опнама (можданицама) којих код сисара има три:
1. тврда – спољашња, ка лобањи;
2. паучинаста – средња, нежна, растресита и богата лимфом;

3. мека – унутрашња, належе на мозак и садржи крвне судове који продиру у унутрашњост мозга.
Простор између можданица је испуњен ликвором (цереброспинална течност) тако да цео ЦНС плива у течности и на теј начин се штити од удара о тврду површину лобање и кичмених пршљенова.

## Кичмена мождина (medulla spinalis)
Задњи део нервне цеви, кичмена мождина, простире се целом дужином тела. Идући ка задњем крају тела она се сужава. Цилиндричног је облика и има централни канал у средини. Са обе стане кичмене мождине полазе нерви који су сегментално распоређени – има их онолико колико и кичмених пршљенова. 
Распоред сиве и беле масе је обрнут у односу на велики мозак – бела маса је споља, а сива се налази унутра. Сива маса на попречном пресеку даје облик слова H, наиме, она образује један пар леђних и један пар трбушних рогова. Са леђних рогова полазе сензитивна, а са трбушних моторна нервна влакна па се по изласку из кичмене мождине сједињују у заједнички нерв. Белу масу чине узлазна и силазна нервна влакна којима се проводе надражаји ка мозгу као и импулси од мозга ка разним органима. Кичмена мождина је према томе спроводник надражаја у правцу мозга (узлазна нервна влакна) као и импулса који се шаљу од мозга (силазна влакна). Осим тога, она је центар за многе просте рефлексе.